# Oligopsonie
Oligopsonie is de economische term die gebruikt wordt om te verwijzen naar een markt waar het aantal vragers voor een goed beperkt is tot enkele gebruikers. Het aantal aanbieders is dan weer wel (relatief) groot.
Een voorbeeld is het uitvoeren van wegwerkzaamheden. Enkele overheden zijn vragers, terwijl er toch vele aannemers zijn om het aanbod te verzorgen. De macht van de supermarkten is in de loop van tijd zo gestegen dat er ook sprake is van een oligopsonie voor veel fast-moving consumer goods.